# Sophianum
Sophianum is een katholieke middelbare school in het Nederlandse Gulpen, voortgekomen uit een in 1848 door de Zusters van Sacré-Coeur gestichte onderwijsinstelling. De school is in 1980 verhuisd van Vaals naar Gulpen. Een tweede locatie, te Nijswiller, werd in 2016 na een bestaan van vijftig jaar gesloten. Sophianum heeft een actieve vereniging van oud-leerlingen.

## Geschiedenis
In het jaar 1848 namen enige zusters van Sacré-Coeur vanuit Frankrijk en België in Vaals hun intrek in het monumentale Kasteel Bloemendal, ook wel Blumenthal geheten. Het doel van de congregatie was onder andere het verzorgen van onderwijs aan meisjes uit alle lagen van de bevolking en zo kwam er in Vaals een eerste onderwijsvoorziening tot stand. Bijna een eeuw later, in 1942, kwamen religieuzen van het huis van Sacré-Coeur in Arnhem (Velperweg) naar Vaals, omdat hun klooster door de Duitsers was geconfisqueerd. 
Sacré-Coeur bood in Vaals tot 1968 twee studierichtingen voor meisjes aan, namelijk een MMS en een gymnasium. Naast internen konden ook externe meisjesleerlingen hier hun opleiding krijgen. Wel werden ze buiten de klas en op het terrein streng gescheiden gehouden van de internen. Het onderwijs werd begin jaren 1960 nog verzorgd door een aantal religieuzen met een onderwijsbevoegdheid, maar voornamelijk door leken. Zo waren er toen vrouwelijke leken-docenten voor oude talen (2), Engels, geschiedenis, biologie en tekenen, en mannelijke leraren voor Frans, Duits, aardrijkskunde, natuur- en scheikunde, godsdienst, voordrachtkunst en gymnastiek.
Eind jaren 1960 moesten als gevolg van de Mammoetwet de MMS en het gymnasium plaats maken voor respectievelijk de havo en het atheneum. Het internaat van de zusters ging dicht en de kostschoolmeisjes vertrokken. De school, die tot dan toe 'Sacré Coeur' had geheten, werd een gemengde school voor zowel jongens als meisjes. Een groeiend aantal leken versterkte de schoolleiding en het bestuur. Om aan te geven dat er een nieuwe periode was aangebroken, koos men een nieuwe naam voor de school, zonder de traditie te vergeten. 'Sacré-Coeur' veranderde in 'Sophianum'. Hierin zit het klassieke woord sophia (Grieks: wijsheid), maar de naam verwijst tevens naar de stichtster van de congregatie van Sacré-Coeur, Madeleine-Sophie Barat (1779-1865). Haar hele leven was gewijd geweest aan de zorg voor opvoeding en onderwijs van de vrouwelijke jeugd, daarbij geïnspireerd door een katholieke geloofsovertuiging. Het doel was jonge meisjes op te voeden tot gelovige vrouwen met een brede algemene ontwikkeling en levenswijsheid. Overal ter wereld zijn nog scholen te vinden die, geleid door religieuzen van Sacré-Coeur, gebaseerd zijn op dit ideaal.